# Vladimír Krajina
Vladimír J Krajina est né à Slavice, petit village de Tchéquie le 30 janvier 1905 et est mort à l'âge de 88 ans le 1er juin 1993 à Vancouver (Canada).
Il fut un éminent naturaliste et scientifique (botaniste et écologue), mais aussi un éducateur (universitaire) apprécié. 
Après guerre, il devient un homme politique durant quelques années, avant de devoir fuir son pays comme réfugié politique,. Durant la guerre et après, il a aidé de nombreux réfugiés ; il a été condamné une fois à  mort par le parti nazi puis à 25 ans de prison - par le parti communiste tchèque ; plusieurs de ses amis et collègues ayant eux été emprisonnés et exécutés. Il s'exile au Canada où il sera enseignant. Formé en Europe, il appréciait qu'on lui parle avec respect et qu'on l'appelle Docteur ou Professeur.

## Éléments de biographie
Il acquiert son doctorat à l'Université Charles de Prague en 1927, avant d'y être engagé en 1934 comme Professeur associé, en géobotanique et systématique végétale. Son travail d'habilitation de Professeur "Die Pflanzengesellschaften des  Mlynica-Tales
in  den  Vysoke  Tatry  .." portait sur la phytosociologie et la vie des flores alpine et subalpine ; il fut publié dans Beihefte zum Botanischen Centralblatt en 1933-1934.
Durant la  Seconde Guerre mondiale il est l'un des principaux représentants de la résistance intérieure non communiste tchèque, le premier à avoir réussi à établir un contact radio avec le gouvernement tchèque en exil au Royaume-Uni. À partir de Prague, il alimente (par radio) en renseignements le British War Office, ce qui lui vaut d'être activement recherché (et plus encore après que la résistance ait assassiné Heydrich). Alors que la plupart des résistants ont un nom de code, il en a 11. Les nazis capturent sa femme Marie et l'emprisonnent dans le camp de concentration de Ravensbruck dans l'espoir qu'il se rende, mais il ne cède pas. Il est capturé en 1943 (il tente de se suicider avec de l'arsenic, mais le flacon mal fermé avait rendu le poison inefficace). Il est condamné à mort par le régime nazi et emprisonné à Theresienstadt (27 mois, et il évite la mort, libéré par les Russes, ce qui ne sera pas le cas de son frère Emmanuel et de nombreux autres résistants qui avaient déjà été exécutés par les nazis).
À la sortie de la guerre (en 1945), il reçoit de hautes distinctions militaires et civiles et est nommé professeur à part entière à l'Université Charles de Prague, où on lui confie le poste de directeur du département de géobotanique.
Il est aussi élu (de centre-gauche) au parlement provisoire et participe à la reconstruction du pays. Il sera aussi secrétaire général du Parti national social tchèque (sous la présidence de Jan Masaryk). Il cherche à freiner la montée politique du communisme, mais le Parti communiste tchécoslovaque prend le pouvoir en février 1948 et Krajina est à nouveau emprisonné. On lui propose de le libérer s'il accepte de devenir un espion à l'Ouest. Finalement les efforts de sa femme Marie aboutissent à sa libération et il doit s'exiler.
Il gagne alors avec sa famille le Canada où à partir de 1949 il travaille à l'intégration de principes et critères écologiques dans la sylviculture, et enseigne l'écologie végétale à l'Université de Vancouver (University of British Columbia). Il a enseigné à ses élèves que le meilleur endroit pour apprendre n'était pas dans la salle de classe, mais dans la forêt, qu'il a appelée un « théâtre écologique ». Il a encadré de nombreux élèves, et notamment marqué un étudiant, Patrick Moore qui deviendra l'un des fondateurs de l'ONG Greenpeace.
Il prend sa retraite en 1973 et a vécu jusqu'à 88 ans, assez longtemps pour voir l'effondrement du communisme en Tchécoslovaquie et y aller (en 1990, un an après la Révolution de velours, ce qui lui a permis de rencontrer le président Václav Havel et d'y recevoir quelques distinctions).

## Œuvre scientifique
Il est à l'origine de la classification en zones biogéoclimatiques (encore utilisée).
Il a contribué à la connaissance du patrimoine végétal et écologique de la Colombie britannique (point chaud de biodiversité et de forêt ancienne), mais aussi à sa protection par la création de plus d'une centaine de réserves naturelles, dont l'une créée en 1973 en Colombie-Britannique sur 9834 hectares porte son nom, son objectif était de faire classer en réserves au moins 1 % des territoires écologiquement les plus riches de Colombie Britannique. Il y en a aujourd'hui plus de 130 qui couvrent environ 160,000 ha (1/3 étant des aires marines protégées).
Alors qu'il était à l'UBC, Krajina a critiqué les coupes à blanc et le brûlage des rémanents pratiqués par les forestiers canadiens, ce qui lui a valu l'indignation de certains des dirigeants de la puissante industrie forestière de Colombie Britannique, dont certains ont appelé à son licenciement, mais l'université l'a soutenu.

### Vidéographie
- The Forests and Vladimir Krajina, par  Robert Radford (29 min)